# Großer Preis der Schweiz 1938

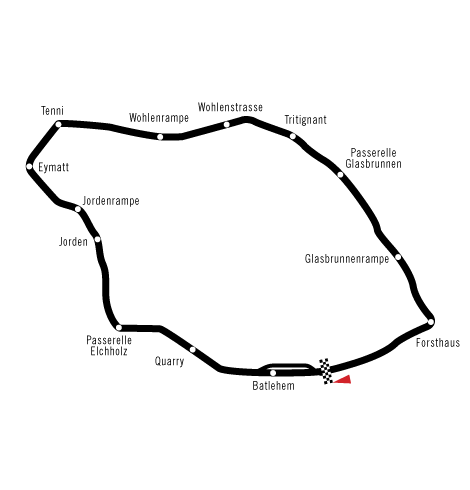
Die Bremgarten-Rundstrecke in ihrer befahrenen Version.

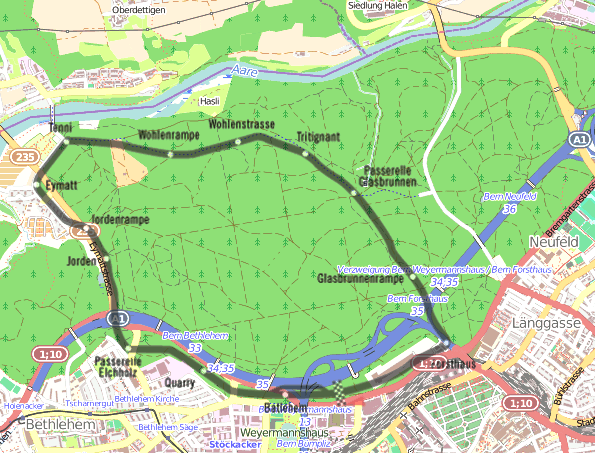
Lage im Stadtgebiet

Der V. Große Preis der Schweiz fand am 21. August 1938 auf der Bremgarten-Rundstrecke in Bremgarten bei Bern statt. Als Grande Épreuve zählte das Rennen zur Grand-Prix-Europameisterschaft 1938, wurde aber abweichend zu den Bestimmungen der Internationalen Grand-Prix-Formel (i. W. Rennwagen bis 3 Liter Hubraum mit Kompressor und bis 4,5 Liter Hubraum ohne Kompressor; Mindestgewicht 850 kg; Renndistanz mindestens 500 km) über 50 Runden à 7,280 km ausgetragen, was einer Gesamtdistanz von 364,0 km entsprach.
Sieger wurde Rudolf Caracciola auf einem Mercedes-Benz W 154.

## Das Rennen
Nach seinem Sieg beim Großen Preis von Deutschland befand sich Mercedes-Junior Richard Seaman im Höhenflug und qualifizierte sich prompt auch in Bern für die beste Startposition. Zusammen mit ihm besetzten seine Teamkollegen Hermann Lang und Rudolf Caracciola die erste Startreihe und machten damit schon im Training die Mercedes-Dominanz deutlich, zumal auch der vierte Fahrer des Teams, Manfred von Brauchitsch, zeitgleich mit Hans Stuck als bestem Auto-UnionFahrer abschnitt und von Platz fünf ins Rennen ging. Dahinter folgte auf Platz sechs Auto-Union-Nachwuchsfahrer Hermann Paul Müller noch vor dem eigentlichen Top-Fahrer im Team, Tazio Nuvolari, der nach seinem Wechsel von Alfa Romeo noch immer Probleme hatte, mit dem ungewohnten Fahrverhalten der Heckmotorrennwagen klarzukommen. Direkt neben ihm reihte sich mit Jean-Pierre Wimille der Fahrer ein, der seinerseits bei Alfa Romeo schließlich das freigewordene Cockpit übernommen hatte, nachdem sich sein vorheriger Arbeitgeber Bugatti nach nur einem enttäuschenden Auftritt beim Heimrennen zum Großen Preis von Frankreich endgültig von der Grand-Prix-Bühne verabschiedet hatte. Das Feld der Werksteams wurde schließlich durch Auto-Union-Junior Christian Kautz und Alfa-Romeo-Stammfahrer Giuseppe Farina in der vierten Startreihe komplettiert, bevor sich dahinter die Riege der durchweg praktisch chancenlosen Privatfahrer aufreihte.
Am Renntag regnete es in Strömen, trotzdem übernahm der noch relativ unerfahrene Seaman mit seinem mächtigen Mercedes-Benz W 154 unmittelbar die Führung und baute diese im Verlauf der folgenden Runden sogar immer weiter aus. Dahinter musste sich Caracciola erst an dem wie üblich hervorragend gestarteten Stuck mit seinem Auto Union „Typ D“ vorbeikämpfen, bevor er als ausgemachter Regenspezialist die Verfolgung seines jungen Teamkollegen aufnehmen konnte.
Die Bedingungen wurden nun immer schwieriger und als Seaman wegen der schlechten Sicht einen Moment lang Probleme hatte, zwei Teilnehmer aus dem Mittelfeld zu überrunden, konnte Caracciola die Gelegenheit nutzen, um vorbeizuziehen und die Führung zu übernehmen, die er bis zum Rennende nicht mehr abgab. Dahinter gerieten die Auto-Union-Fahrer der Reihe nach in Probleme und als schließlich Müller, der als Nachwuchsfahrer von Rennen zu Rennen immer besser in Form kam, drei Runden vor Schluss seinen dritten Platz noch durch einen Unfall verlor, war ein schließlich weiterer Dreifachsieg für Mercedes mit Caracciola vor Seaman und von Brauchitsch perfekt.

## Meldeliste
| Team                           | Nr. | Fahrer                  | Info  | Chassis                       | Motor                                   | Reifen |
| ------------------------------ | --- | ----------------------- | ----- | ----------------------------- | --------------------------------------- | ------ |
| Auto Union AG                  | 02  | Christian Kautz         |       | Auto Union Typ D              | Auto Union 3.0L V12 Kompressor          |        |
| Auto Union AG                  | 04  | Hermann Paul Müller     |       | Auto Union Typ D              | Auto Union 3.0L V12 Kompressor          |        |
| Auto Union AG                  | 06  | Tazio Nuvolari          |       | Auto Union Typ D              | Auto Union 3.0L V12 Kompressor          |        |
| Auto Union AG                  | 08  | Hans Stuck              |       | Auto Union Typ D              | Auto Union 3.0L V12 Kompressor          |        |
| Daimler-Benz AG                | 10  | Manfred von Brauchitsch |       | Mercedes-Benz W 154           | Mercedes-Benz M 154 3.0L V12 Kompressor |        |
| Daimler-Benz AG                | 12  | Rudolf Caracciola       |       | Mercedes-Benz W 154           | Mercedes-Benz M 154 3.0L V12 Kompressor |        |
| Daimler-Benz AG                | 14  | Hermann Lang            |       | Mercedes-Benz W 154           | Mercedes-Benz M 154 3.0L V12 Kompressor |        |
| Daimler-Benz AG                | 16  | Richard Seaman          |       | Mercedes-Benz W 154           | Mercedes-Benz M 154 3.0L V12 Kompressor |        |
| Daimler-Benz AG                | 11  | Walter Bäumer           | RES a | Mercedes-Benz W 154           | Mercedes-Benz M 154 3.0L V12 Kompressor |        |
| Écurie Bleue                   | 18  | René Dreyfus            |       | Delahaye 145                  | Delahaye 145 4.5L V12                   |        |
| Écurie Bleue                   | 20  | Raph                    |       | Delahaye 145                  | Delahaye 145 4.5L V12                   |        |
| Écurie Bleue                   | 20  | Gianfranco Comotti      | DNA b | Delahaye 145                  | Delahaye 145 4.5L V12                   |        |
| G. Minozzi                     | 22  | Giovanni Minozzi        |       | Alfa Romeo 8C 2300 „Monza“    | Alfa Romeo 2.7L I8 Kompressor           |        |
| E. Romano                      | 24  | Emilio Romano           |       | Alfa Romeo 8C 2300 „Monza“    | Alfa Romeo 2.7L I8 Kompressor           |        |
| Scuderia Sabauda               | 26  | Edoardo Teagno c        |       | Maserati 8CM                  | Maserati 3.0L I8 Kompressor             |        |
| Scuderia Torino                | 28  | Piero Taruffi           |       | Alfa Romeo Tipo 308           | Alfa Romeo 3.0L I8 Kompressor           |        |
| Auto-Agence S.A.               | 30  | Adolfo Mandirola        |       | Maserati 8CM                  | Maserati 3.0L I8 Kompressor             |        |
| M. Christen                    | 32  | Max Christen            |       | Maserati Tipo 26B „Monoposto“ | Maserati 2.0L I8 Kompressor             |        |
| I. de Sztriha                  | 34  | István de Sztriha       |       | Alfa Romeo 8C 2300 „Monza“    | Alfa Romeo 2.7L I8 Kompressor           |        |
| Écurie Du Puy & de Graffenried | 36  | Toulo de Graffenried    |       | Maserati 6C-34                | Maserati 3.0L I6 Kompressor             |        |
| Alfa Corse                     | 38  | Giuseppe Farina         |       | Alfa Romeo Tipo 312           | Alfa Romeo 3.0L V12 Kompressor          |        |
| Alfa Corse                     | 40  | Jean-Pierre Wimille     |       | Alfa Romeo Tipo 312           | Alfa Romeo 3.0L V12 Kompressor          |        |

## Startaufstellung
| 3                     |                            | 2                   |                                     | 1                  |
| --------------------- | -------------------------- | ------------------- | ----------------------------------- | ------------------ |
| Caracciola 2:42,2 min |                            | Lang 2:42,0 min     |                                     | Seaman 2:38,8 min  |
|                       | 5                          |                     | 4                                   |                    |
|                       | von Brauchitsch 2:42,9 min |                     | Stuck 2:42,9 min                    |                    |
| 8                     |                            | 7                   |                                     | 6                  |
| Wimille 2:44,3 min    |                            | Nuvolari 2:43,9 min |                                     | Müller 2:43,5 min  |
|                       | 10                         |                     | 9                                   |                    |
|                       | Farina 2:46,7 min          |                     | Kautz 2:45,4 min                    |                    |
| 13                    |                            | 12                  |                                     | 11                 |
| Teagno 3:03,8 min     |                            | Dreyfus 2:55,9 min  |                                     | Taruffi 2:52,6 min |
|                       | 15                         |                     | (14)                                |                    |
|                       | Raph 3:13,3 min            |                     | ( de Graffenried) (nicht gestartet) |                    |
| 18                    |                            | 17                  |                                     | 16                 |
| Mandirola 3:38,0 min  |                            | Christen 3:27,9 min |                                     | Romano 3:17,7 min  |
|                       | 19                         |                     | 20                                  |                    |
|                       | Minozzi 3:31,1 min         |                     | de Sztriha 3:29,1 min               |                    |

## Rennergebnis
| Pos. | Nr. | Fahrer                       | Konstrukteur  | Runden | Zeit        | Ausfallgrund           | EM-Punkte |
| ---- | --- | ---------------------------- | ------------- | ------ | ----------- | ---------------------- | --------- |
| 1    | 14  | Rudolf Caracciola            | Mercedes-Benz | 50     | 2:32:07,8 h |                        | 1         |
| 2    | 16  | Richard Seaman               | Mercedes-Benz | 50     | + 26,0 s    |                        | 2         |
| 3    | 10  | Manfred von Brauchitsch      | Mercedes-Benz | 49     | + 01 Runde  |                        | 3         |
| 4    | 08  | Hans Stuck                   | Auto Union    | 48     | + 02 Runden |                        | 4         |
| 5    | 38  | Giuseppe Farina              | Alfa Romeo    | 48     | + 02 Runden |                        | 4         |
| 6    | 28  | Piero Taruffi                | Alfa Romeo    | 47     | + 03 Runden |                        | 4         |
| 7    | 40  | Jean-Pierre Wimille          | Alfa Romeo    | 47     | + 03 Runden |                        | 4         |
| DNF  | 04  | Hermann Paul Müller          | Auto Union    | 46     |             | Unfall                 | 4         |
| 8    | 20  | René Dreyfus                 | Delahaye      | 46     | + 04 Runden |                        | 4         |
| 9    | 06  | Tazio Nuvolari               | Auto Union    | 46     | + 04 Runden |                        | 4         |
| 10   | 14  | Hermann Lang / Walter Bäumer | Mercedes-Benz | 45     | + 05 Runden |                        | 4 / –     |
| 11   | 20  | Raph                         | Delahaye      | 43     | + 07 Runden |                        | 4         |
| 12   | 24  | Emilio Romano                | Alfa Romeo    | 41     | + 09 Runden |                        | 4         |
| 13   | 32  | Max Christen                 | Maserati      | 40     | + 10 Runden |                        | 4         |
| 14   | 26  | Edoardo Teagno / Prinz Bira  | Maserati      | 39     | + 11 Runden |                        | 4 / –     |
| DNF  | 02  | Christian Kautz              | Auto Union    | 19     |             | Benzinleck / Vergaser? | 6         |
| DNF  | 30  | Adolfo Mandirola             | Maserati      | 17     |             |                        | 6         |
| DNF  | 22  | Giovanni Minozzi             | Alfa Romeo    | 17     |             |                        | 6         |
| DNF  | 34  | István de Sztriha            | Alfa Romeo    | 5      |             |                        | 7         |

Schnellste Rennrunde:  Richard Seaman (Mercedes-Benz), 2:51,0 min = 153,3 km/h